# Colonjas
Colonjas (en francès Collonges-la-Rouge) és un municipi francès situat al departament de la Corresa i a la regió de la Nova Aquitània.

## Localització
La vila està situada a 19 quilòmetres al sud-est de Brive, a la vora dels altiplans llemosins al nord, sobre un altiplà calcari 500 m més avall, davant del Quercy distant 4 km al sud. És situat al Causse corrèzien, a l'extremitat septentrional del Causse de Martel

## Toponímia
Colongiam 1067.
Les formes antigues dels nombrosos Collonges, Coulonges i Collanges de França són del tipus Colonicas, Colonicae.
Tots aquests topònims tenen com a ètim el baix llatí colonicas que designava en el seu origen una «terra cultivada per un colon», terme del dret feudal, i, a continuació, una «explotació agrícola». El pagès esdevenia lliure i obtenia el dret d'establir-se a una colonica de la qual era el colon.
Segons Albert Dauzat i Charles Rostaing, no cal confondre aquest tipus de topònim amb els que provenen del terme llatí Colonia que designa una colònia romana. Aquest segon és un terme més antic, que trobem en casos com el de Colònia (Alemanya).

## Història

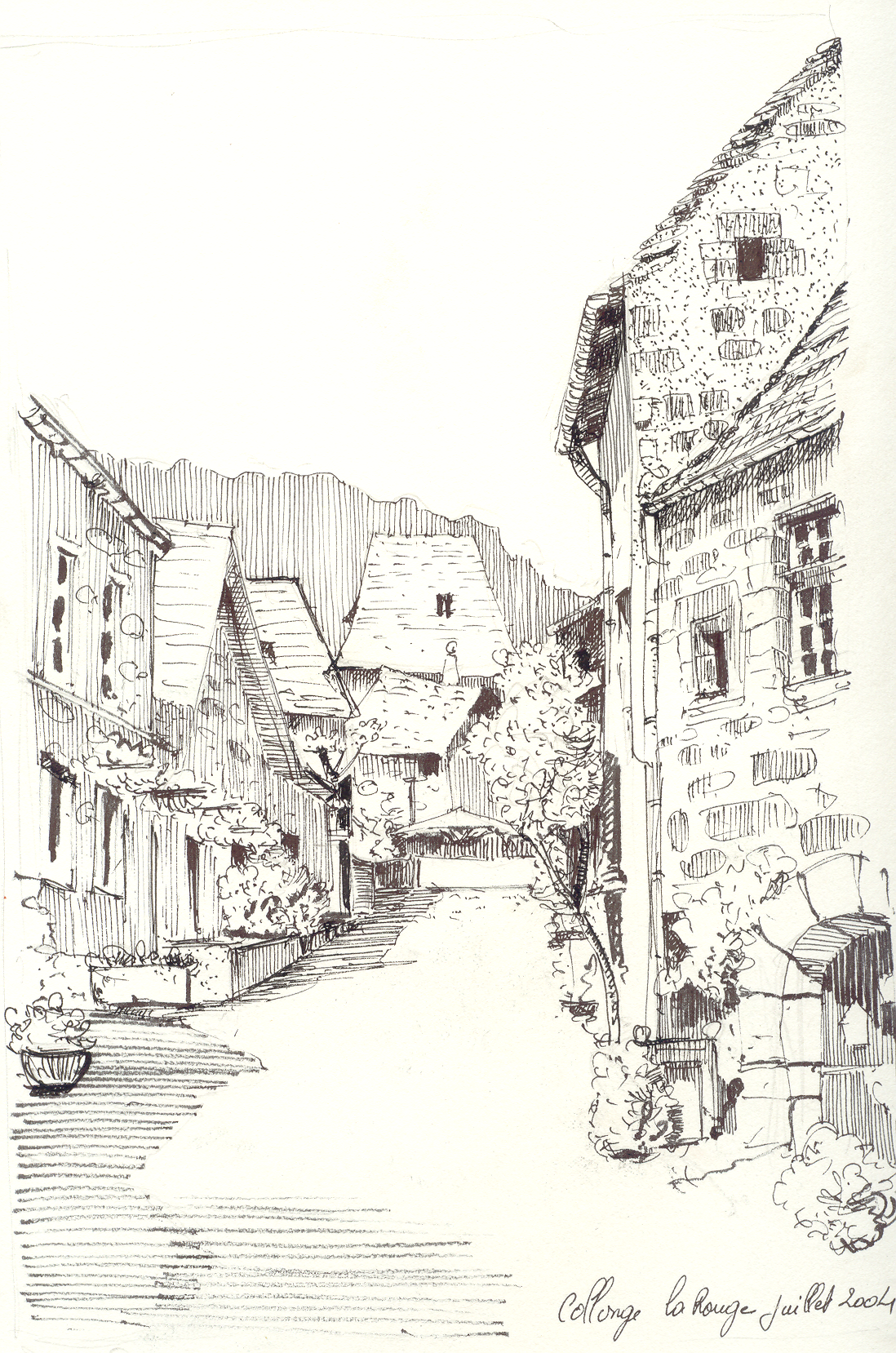
Collonges-la-Rouge, dibuix a ploma de Michel Mans

Els monjos de l'abadia de Charroux en Poitou funden l'any 782 un priorat després d'una donació del comte Roger de Llemotges. El priorat és integrat al Vescomtat de Turena l'any 844 i atreu, sota la seva protecció, una població de pagesos, d'artesans i de comerciants. Al voltant dels seus edificis protegits per baluards perforats de quatre portes (dues de les quals encara subsisteixen), la vila esdevé una escala per als pelegrins a Compostel·la via Ròcamador. L'any 1308, el vescomte de Turena concedeix a la ciutat una carta de franquícia. El dret de jurisdicció alta, mitjana i baixa li és concedit. Van néixer llavors els barris: el barri de la Veyrie a l'est, el de Hautefort, del Faure, la Guitardie. La producció vitícola a aquesta època, venuda sobretot localment i a prop de les abadies, contribueix a la prosperitat del comerç de Colonjas. La tradició local vol que aquesta producció formi part dels vins dels papes d'Avinyó.
Colonjas travessa les guerres de Religió, de manera relativament pacífica, ja que les dues naus de l'església són utilitzades alternativament per al culte catòlic i el culte protestant. Després de les Guerres de religió a França, la reconstrucció del patrimoni de la burgesia enriquida i de la petita noblesa coincideix amb la pujada en potència del vescomtat del qual diversos membres fan de Colonjas la capital residencial de la regió. Al segle XVI, el « gran de Collonges » s'aixequen els nobles habitatges dels oficials del vescomtat, que els del poble anomenen avui castels. Aquests habitatges es distingeixen de les cases per la presència de torres d'escala però també molt sovint de torretes i de torres de vigilància, i per més riques decoracions arquitectòniques Després de la venda del vescomtat a la Corona de França l'any 1738 — que suposa la fi dels seus privilegis fiscals — i a continuació la Revolució, que destruït els edificis del priorat, molts habitants abandonen el poble, i Colonjas esdevé una pedrera. La vila no retroba una prosperitat efímera fins al començament del segle XIX. Aquesta fràgil prosperitat és aniquilada per la fil·loxera que delma les vinyes als anys 1880 i per l'èxode rural, de manera que Colonjas perd una gran part de la seva població. Serrals sencers de ceps malalts són arrencats i reemplaçats per nogueres, avui cultura emblemàtica d'aquest territori La regió és gira llavors cap a la policultura aquitana (cereals, blat de moro, tabac), la ramaderia i l'engreix d'oques sobre l'altiplà calcari o la ramaderia bovina sobre l'altiplà llemosí més humit.
Per tal d'aturar aquest ocàs, la municipalitat de Collonges emprèn tasques de conservació des de 1905, permetent classificar diversos monuments. Algunes colongesos tenen la idea de crear una organització que tingui com a objectiut, amb el concurs dels poders públics i l'ajuntament de Collonges, de posar en valor el patrimoni del poble, i així l'associació « La Societat dels Amics de Collonges » neix el 20 de setembre de 1927.
El 4 de setembre de 1969, Charles Ceyrac, home de comunicació i alcalde de Collonges que vol obrir progressivament al turisme, obté que el seu municipi esdevingui oficialment Collonges-la-Rouge. L'alcalde continua els seus esforços en aquest sentit « amb la supressió de tots els fils elèctrics i telefònics, el pavimentat dels carrers, la disposició d'àrees d'aparcament a les seves entrades prohibint a partir de 1970 l'accés als cotxes d'abril a setembre »
Collonges i els seus voltants, incloent els serrals amb vistes al poble al nord, són inscrits entre els llocs classificats des de l'1 de juliol de 1996.
Poble turístic i pintoresc, és afectat al començament del segle XXI pel fenomen de la gentrificació: persones econòmicament amb possibles compren segones residències (a prop de 140 de 315) al cor de Collonges-la-Rouge per instal·lar-se o llogar-ho, enviant els colongesos de « naixement » a la perifèria del poble.

## Demografia
| 1962                                       | 1968 | 1975 | 1982 | 1990 | 1999 | 2007 |
| ------------------------------------------ | ---- | ---- | ---- | ---- | ---- | ---- |
| 401                                        | 375  | 360  | 379  | 381  | 415  | 455  |
| Des de 1962: població sense dobles comptes |      |      |      |      |      |      |

## Administració
| Període   | Identitat       | Partit |
| --------- | --------------- | ------ |
| 1977-1998 | Charles Ceyrac  |        |
| 1998-2001 | Simone Laurent  |        |
| 2001-2008 | Henri Bassaler  | PS     |
| 2008-     | Paulette Fender |        |

## Llocs i monuments

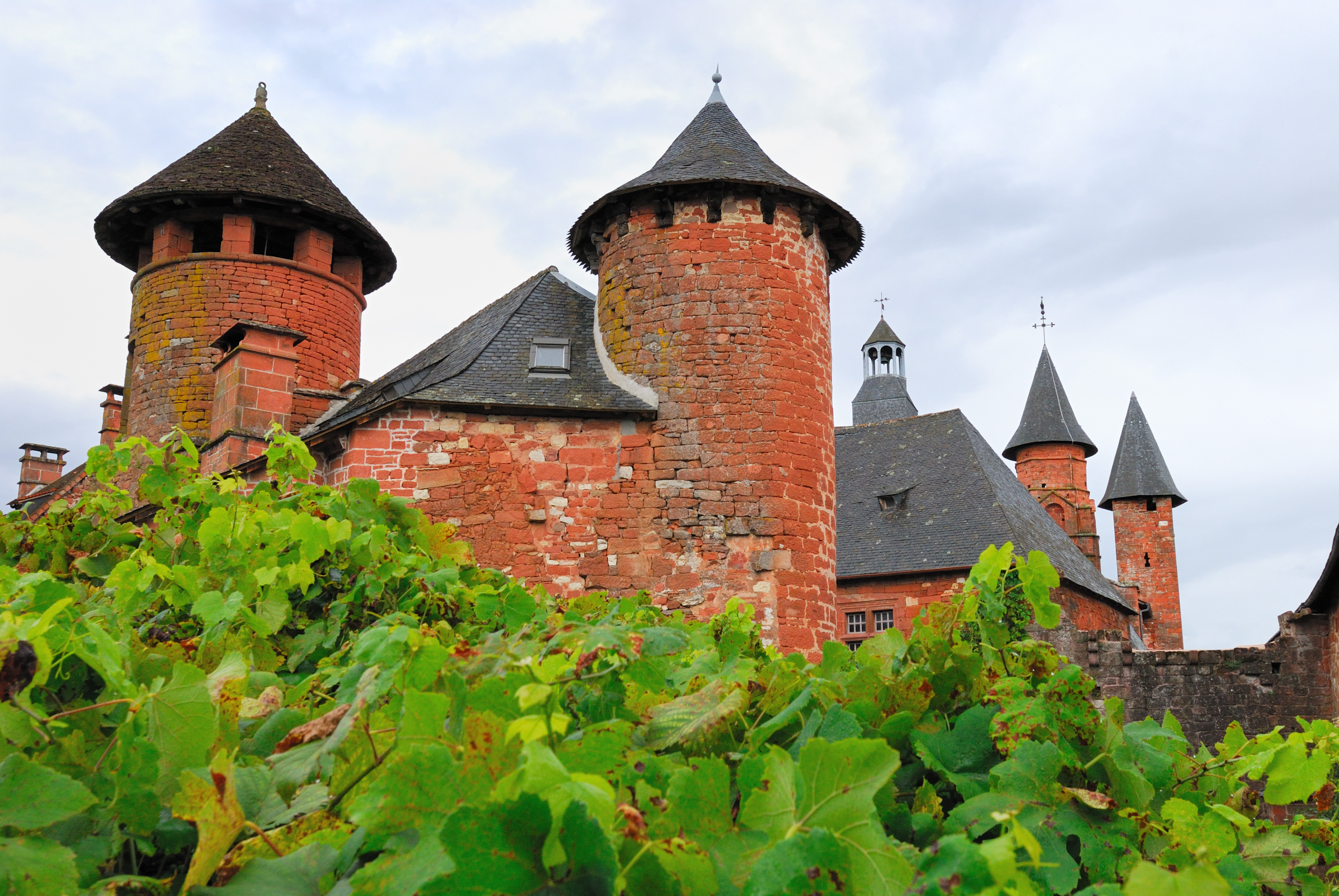

El poble de Collonges és construït essencialment amb gres vermell (que dona una part del seu nom) contrastant amb el verd dels castanyers i de les vinyes circumdants. Aquesta terra vermella, anomenada « terra de Collonges », que pren una color salmonat l'estiu quan és sec, i una color de sang assecada en període humit, es presta al treball de la terrisseria artesanal, d'aquí els tallers de terrisseria al territori
Té molts edificis protegits amb el títol dels Monuments Històrics entre 1905 i 1987 (8 monuments històrics classificats i 20 monuments històrics inscrits.
El marès vermell de Maiçac ha estat utilitzat per a la seva resistència i la seva facilitat per treballar. Els paletes van fer servir igualment marès beix de Grammont i calcària litogràfica « que permeten crear efectes de policromia. A part de la vila aquests materials es fan servir d'altra banda sobre el marès vermell, que només s'utilitza com a complement. Originalment, el marès vermella utilitzada era recoberta. Només eren visibles les pedres tallades reservades a l'encadenament d'angles i l'enquadrament de les obertures. No va ser fins al 1930, quan es van fer les primeres reformes de cases, que les parets d'obra es van deixar nues »

Batejat amb el nom de 
| « | ciutat de les vint-i-cinc torres | » |

, la ciutat es distingeix per les seves nombroses torres, sovint situades a la cantonada de cases adossades o dels casals rurals tancats per muralles. Aquests habitatges, donant l'esquena al carrer (castells de Vassinhac, de Benge, de Beauvirie), tenen la seva distribució per escales de cargol en torres fora d'obra, circulars o poligonals, algunes de les quals han conservat la seva coberta de llosa de gres vermell (el color vermell que s'ha tornat gris amb el pas del temps) suportada per una volta de totxo, o per un marc de fusta. Més enllà de les seves funcions pràctiques, les torres també eren signes ostentosos de riquesa i, de vegades, el seu pis superior servia de colomar.
El seu nom de ciutat de les vint-i-cinc torres prové del fet que el municipi podria havia tingut aquest nombre en el temps del seu esplendor entre els segles xvi i xviii. L'impost sobre portes i finestres introduït per la llei del 4 de febrer de l'any VII (24 de novembre de 1798) té com a conseqüència que els propietaris, poc inclinats a pagar impostos per les torres amb finestres, es resisteixen a mantenir aquest testimoni del seu poder econòmic. "Algunes són enderrocades, altres simplement rebaixades una o dues plantes. Les torres d'escala es desacoblen i s'integren en la casa per convertir-se completament en invisibles des de l'exterior". És així com moltes torres van desaparèixer a la ciutat que, el 2025, té 17 torres visibles.
El poble forma part de l'associació dels pobles més bonics de França (Charles Ceyrac, alcalde de Colonjas de 1965 a 1996 va crear l'associació l'any 1982, i és el primer de la Llista de les Les Plus Beaux Villages de France), i el lloc més visitat del Llemosí.

### Arquitectura civil
La llotja Enric IV és una llotja de grans i de vins que data de finals del XVI o començaments del segle xvii. Evoca l'activitat comerciant del poble en les seves hores pròsperes i protegeix sempre el forn banal que era encara utilitzat l'any 1968 (avui només s'encén el primer diumenge d'agost, per a la festa anual del pa). El pas cobert està inscrit en els monuments històrics.

#### Edificis residencials

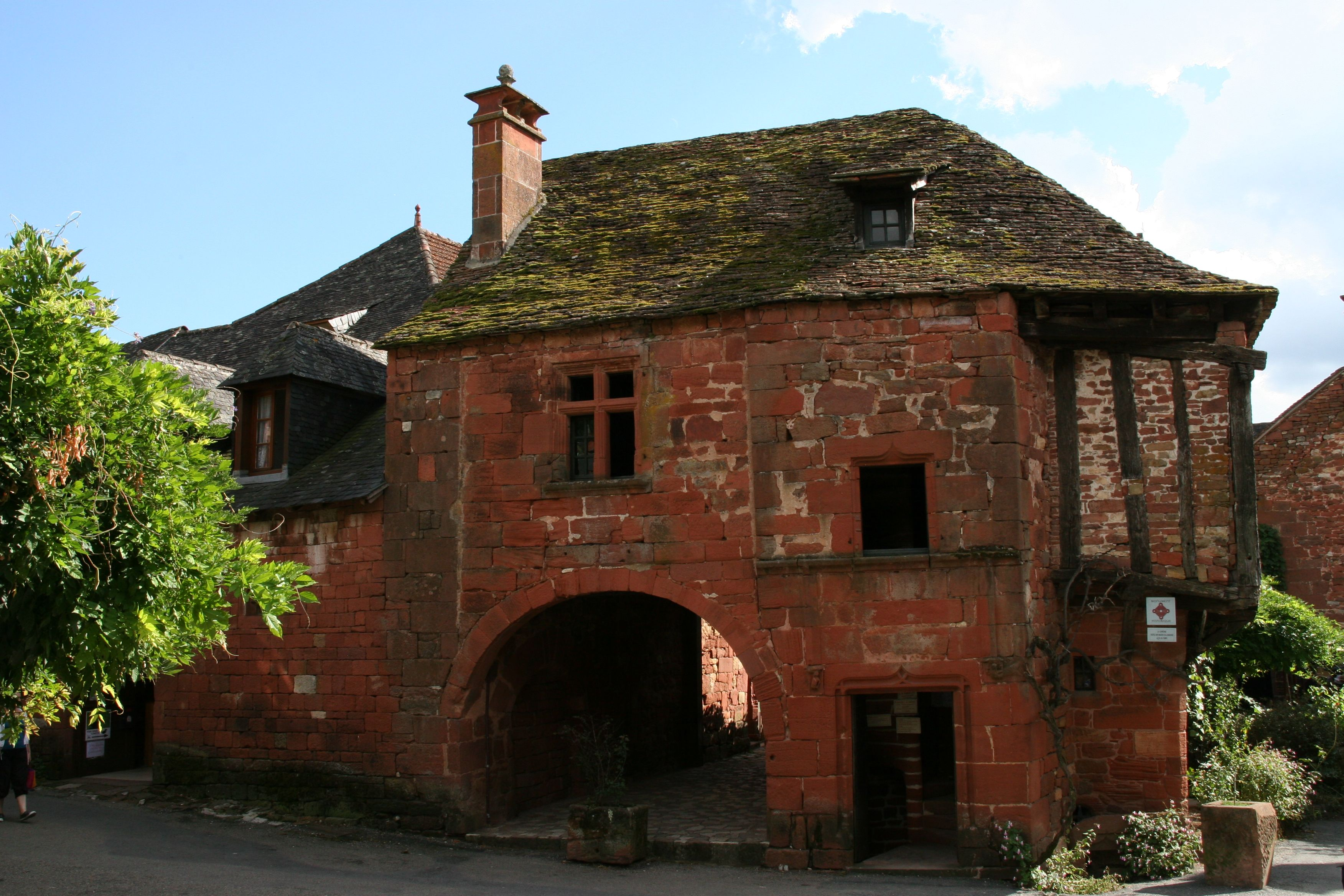
Casa de la Sirena

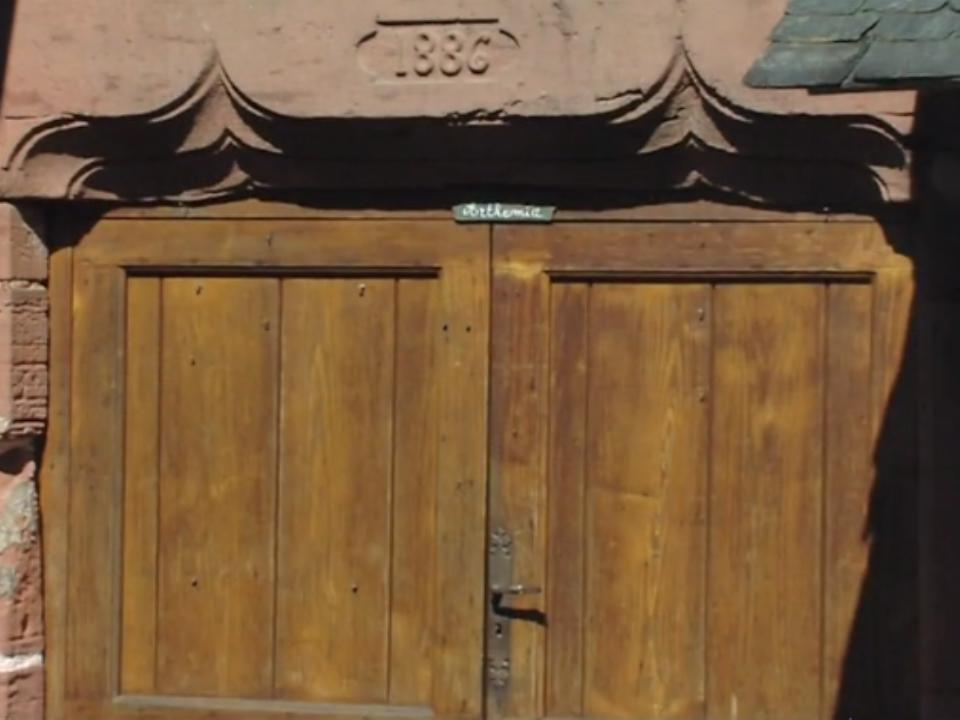
Porta d'Arc conopial (característic de l'estil gòtic flamenc) que anuncia el cronograma de 1886.

- La casa de la Sirena (seu de l'associació dels Amics de Collonges i museu de les arts i tradicions populars):[17] casa de planta baixa amb porxo i pas cobert en arc escarser, superat d'una finestra en creu, i primer pis amb una part sortint amb entramat aparent. La crugia de la porta d'entrada gòtica (adornada d'una motllura del XV) és ritmada per una diadema prolongada per nervadures verticals que s'acaben en figures esculpides, la de la dreta representa una sirena que té una pinta i un mirall, i la de l'esquerra, menys ben conservat, representaria potser un home cavalcant un dofí. La casa que data del segle XVI és classificada monument històric.[25]

Un segell, d'un valor de 3,00 francs, representant la Casa de la Sirena es va emetre el 3 de juliol de 1982.
El priorat, construït al segle XVI, és inscrit als monuments històrics des del 4 de gener de 1951 per a la seva façana amb balconada sobre consoles i les seves teulades.
- L'antiga casa de les germanes, construïda al segle XVI, és inscrita als monuments històrics el 4 de gener de 1951 (façana amb balconades sobre mig arcs i teulada).[28]

Rue de la Barrière:
- la casa Bonyt data del segle XVI, i és inscrita als monuments històrics, sobretot per a la seva façana, la seva teulada, i l'escala de cargol;[29]
- la casa Boutang du Peyrat, amb parts dels segles xv, xvi i xvii, és inscrita com a monument històric. Els elements protegits són una finestra que ha conservat la seva fusteria d'època Lluís XIII, la porta d'entrada del  XVII, una xemeneia de fusta amb un fris pintat, així com la façana i les teulades;[30]
- la casa Julliot, que data del segle XVI (una pedra és datada el 1803), és inscrita com a monument històric, per a la seva façana, la seva teulada, i l'escalinata;[31]
- la casa Dey, situada a la plaça de la Fontaine, és inscrita com a monument històric (sobretot per a la seva escala els graons de la qual són de pedra vermella);[32]
- una casa situada a la plaça de la Halle, data del XVI i del segle xviii. La seva façana, la seva loggia i les seves teulades són inscrites com a monument històric.[33]

La casa Poignet té una finestra del segle XVII, classificada monument històric.
La casa Salvant et Vallat és igualment inscrita com a monument històric.

#### Edificis oficials
- L'antic tribunal de la Châtellerie (segle xvi), és classificat monument històric des del 13 de desembre de 1978.[36]
- L'antic ajuntament (parts dels segles XVI, XVII i XVIII), és inscrita als monuments històrics des del 4 de gener de 1951, per a la façana, la teulada, i la xemeneia de carreu.[37]

#### Els castells, hotels i cases nobles
- La mansió de Vassinhac dels segles XIV i XVI, els propietaris de la qual van ser governadors i capitans del castell de Turena: té alguns elements de fortificació, i és classificat monument històric;[38]
- el castell o hotel del Friac o de Beaurival (hotel de Beaurival): del  XV, classificat monument històric el 17 de desembre de 1926;[39]
- el castell de Benge, parts del segle XVI i XVIII, classificat monument històric pels decrets del 23 de setembre de 1953 i del 18 de març de 1954;[40]
- el castell Maussac, dels segles XV i XVI , és inscrit com monument històric des del 17 de desembre de 1926;[41]
- el castell del Breuil;
- el castell del Martret, parts dels segles XVI i XIX, classificat monument històric;[42]
- La mansió de Beauvirie, que data del XVI i és inscrit com a monument històric;[43]
- el castell de Beauregard, del segle xv, és inscrit com a monument històric des del 17 de desembre de 1926.[44]

### Arquitectura militar
El recinte fortificat data del segle XIV: la Porta del Priorat i la Porta Plana (així anomenada perquè no proveïda de torre, tancava l'accés a l'oest d'aquesta pleta prioral) són respectivament inscrites i classificades monuments històrics.

### Arquitectura religiosa
L'església Sant-Pere, construïda en arenisca vermella a l'XI i XII segles, ha estat engrandida i fortificada al final de l'Edat mitjana. Es distingeix pel seu campanar romànic amb gablets. Aquesta estructura escassa i particularment elaborada, representa el tipus més arcaic del campanar llemosí.

La capella dels Penitents negres dataria del segle XIV i hauria pertangut al priorat de Colonjas. Originàriament, és utilitzada per la sepultura d'algunes famílies notables locals, sobretot els Maussac, els escuts de les quals són visibles a sobre d'una porta paredada i sobre una clau de volta de la capella. A partir de mig segle XVII i fins a la fi del XIX , és la capella dels Penitents negres. Després de la desaparició de la confraria, la capella cau en ruïnes. La Societat dels Amics de Collonges inicia treballs de restauració a partir de 1927

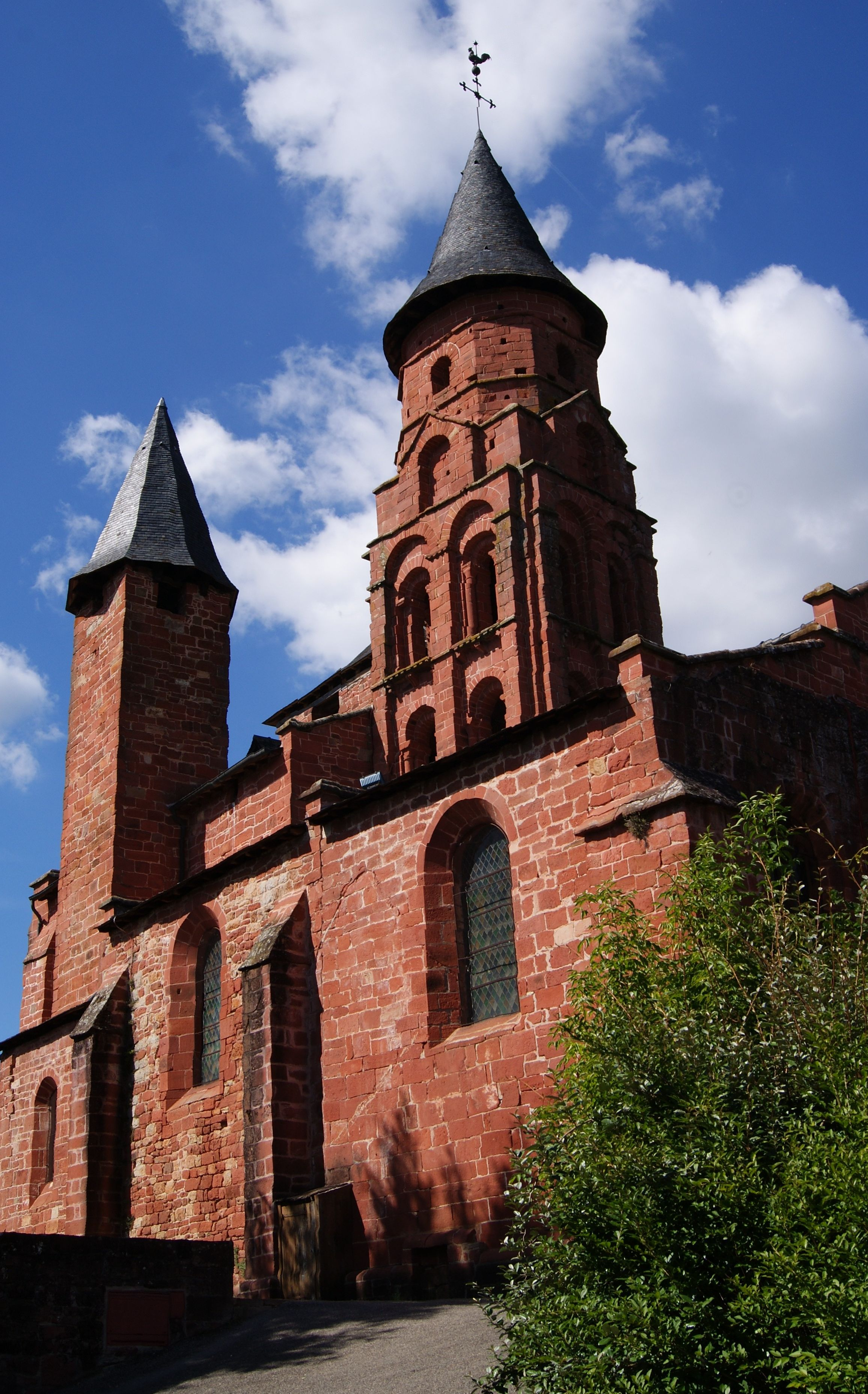
Església Sant Pere de Colonjas
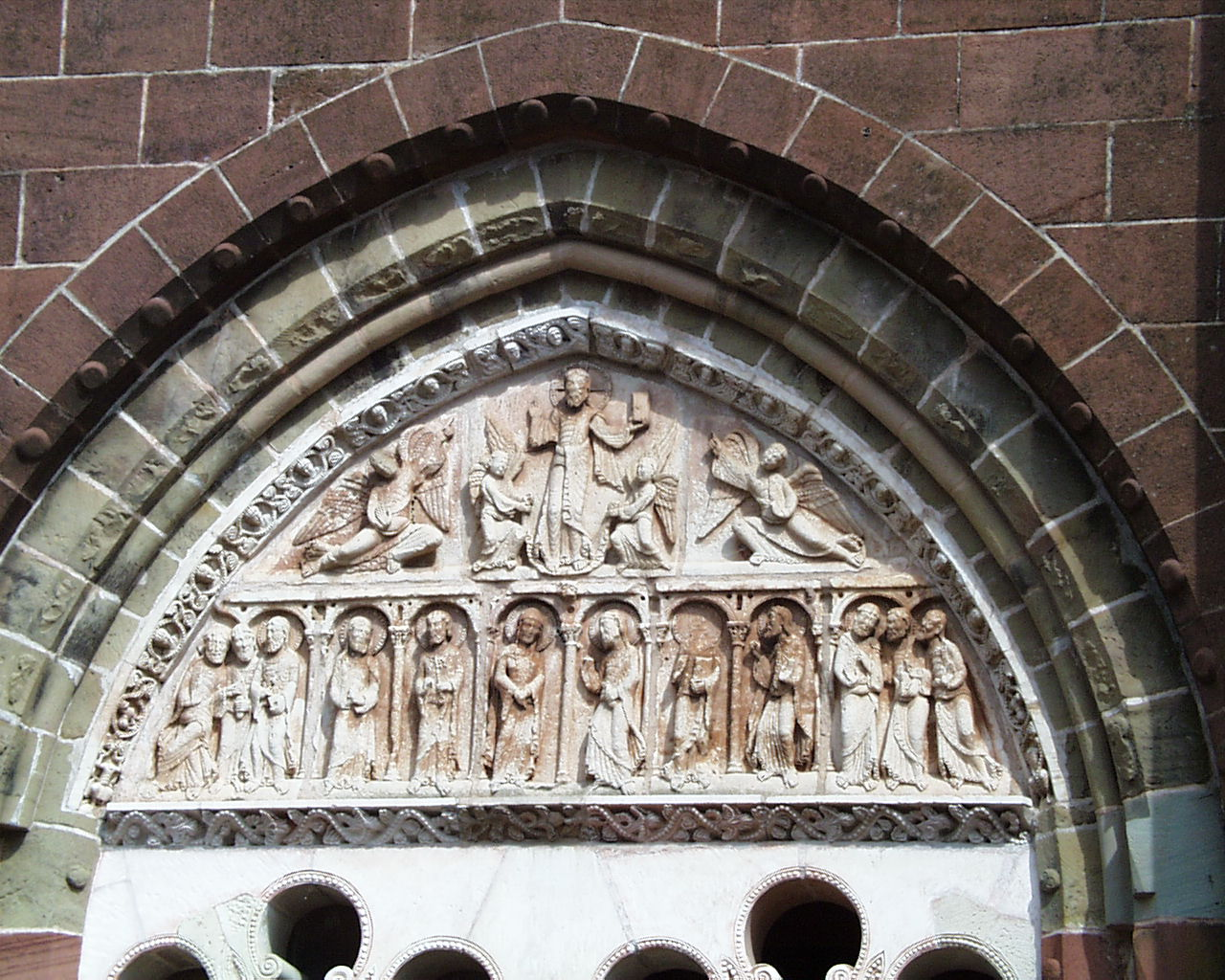
Timpà del portal de l'església
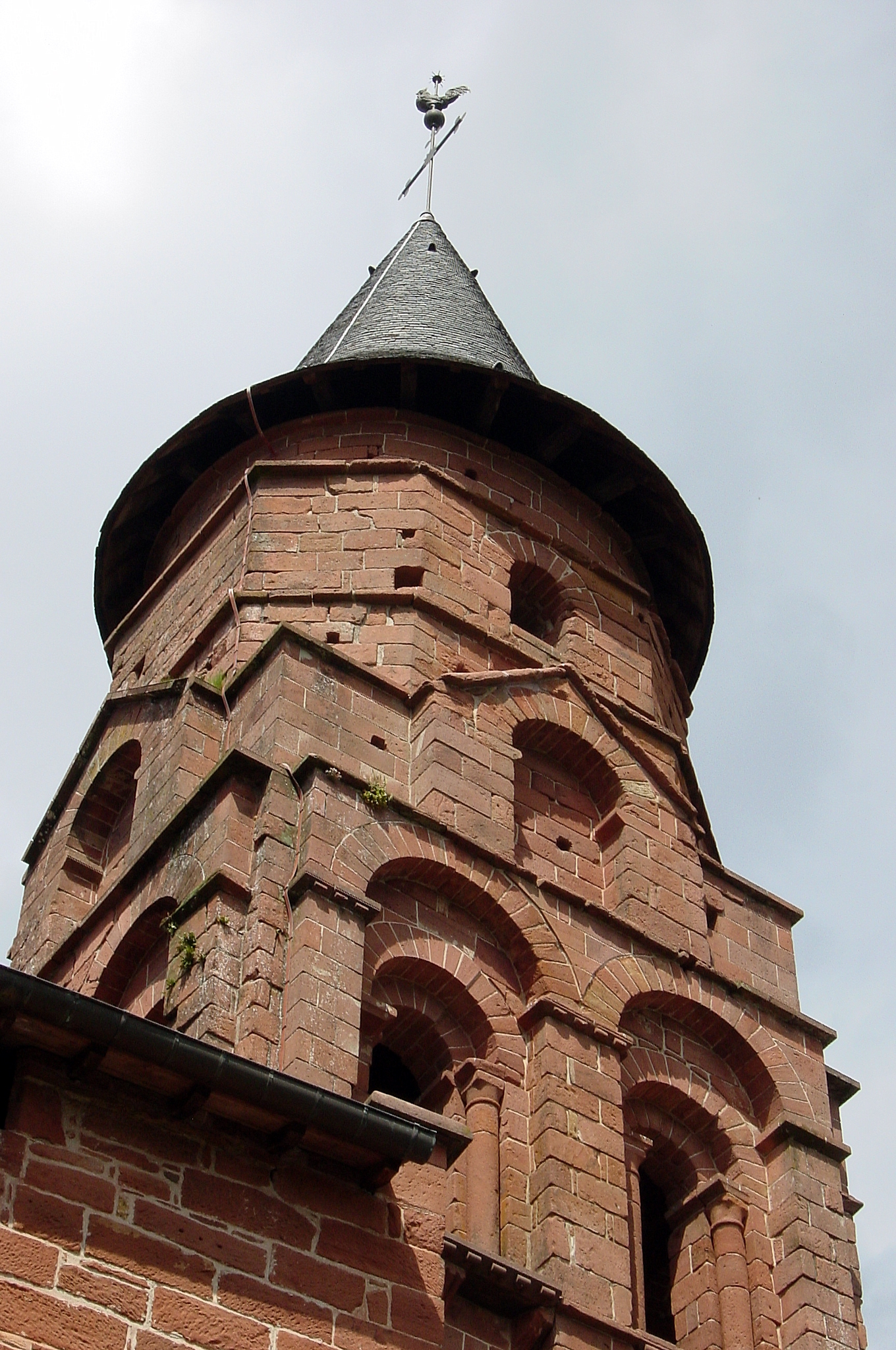
Campanar de l'església de Sant Pere
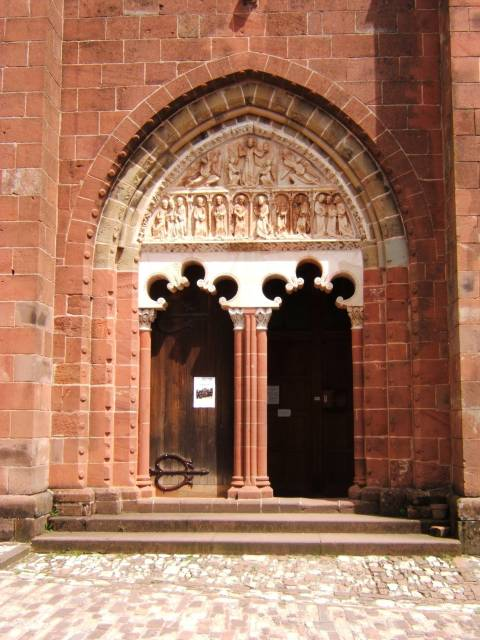
Portal de l'església Sant Pere
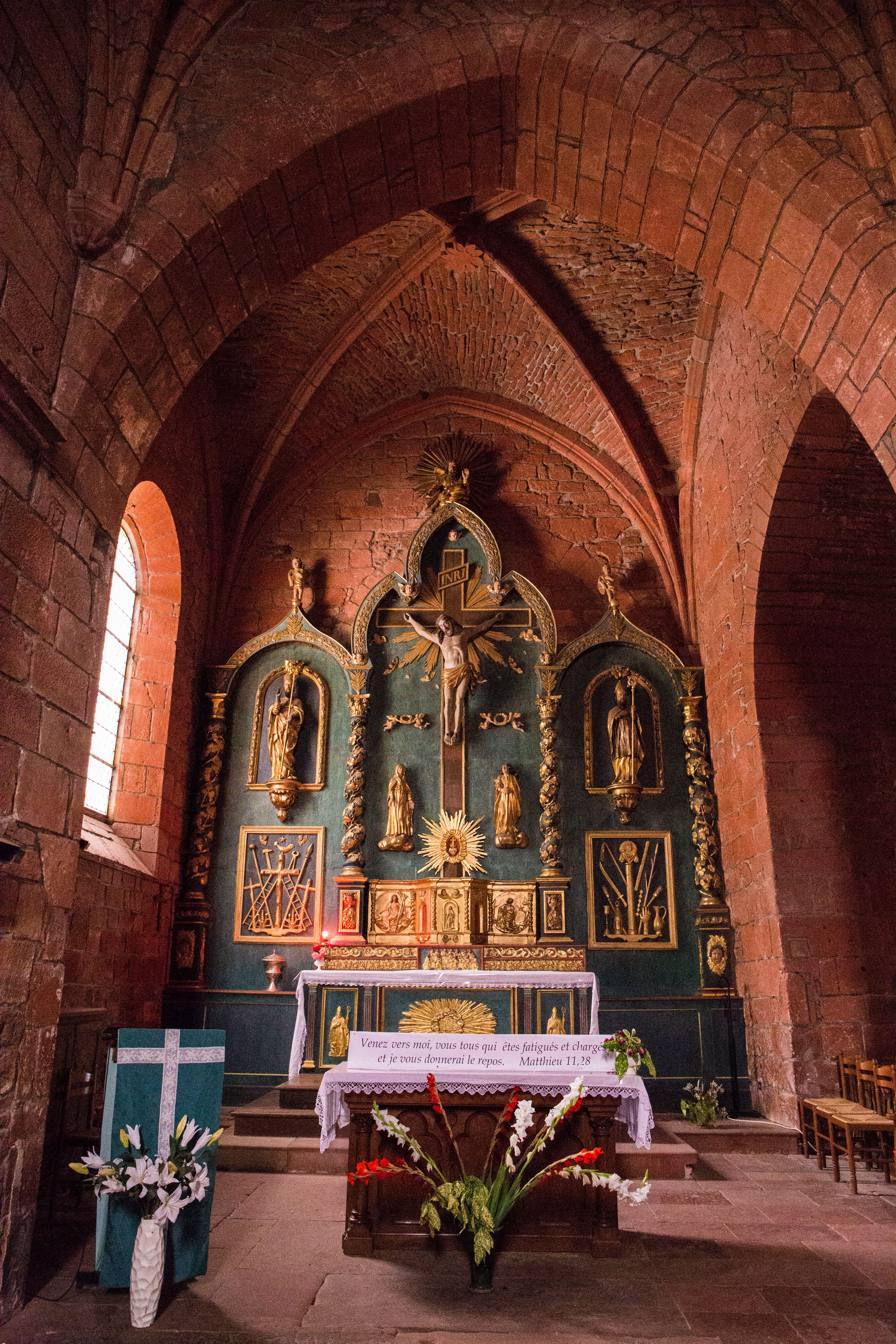
Església Sant Pere
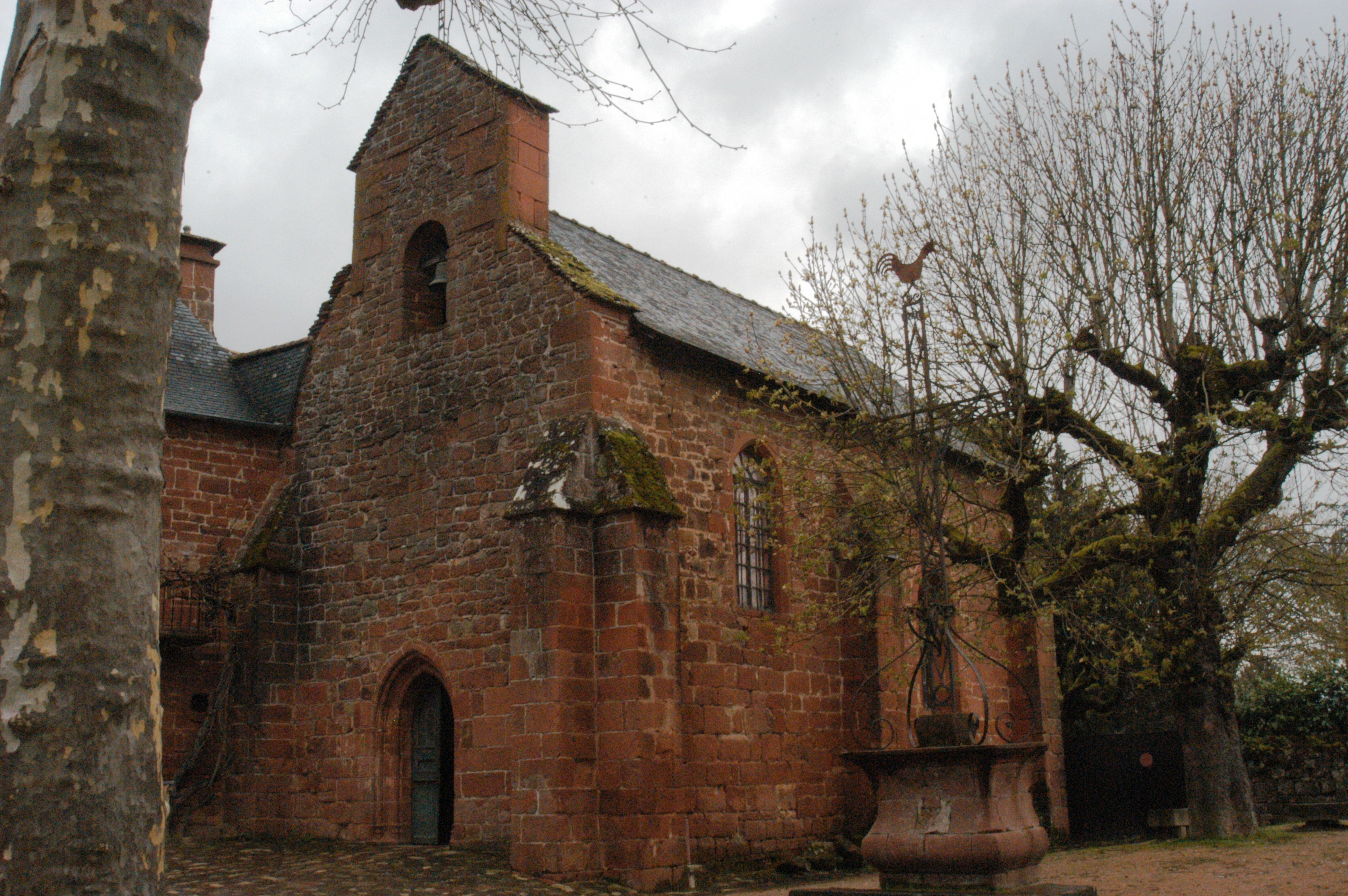
La capella dels Penitents negres i la Creu de la Passió.
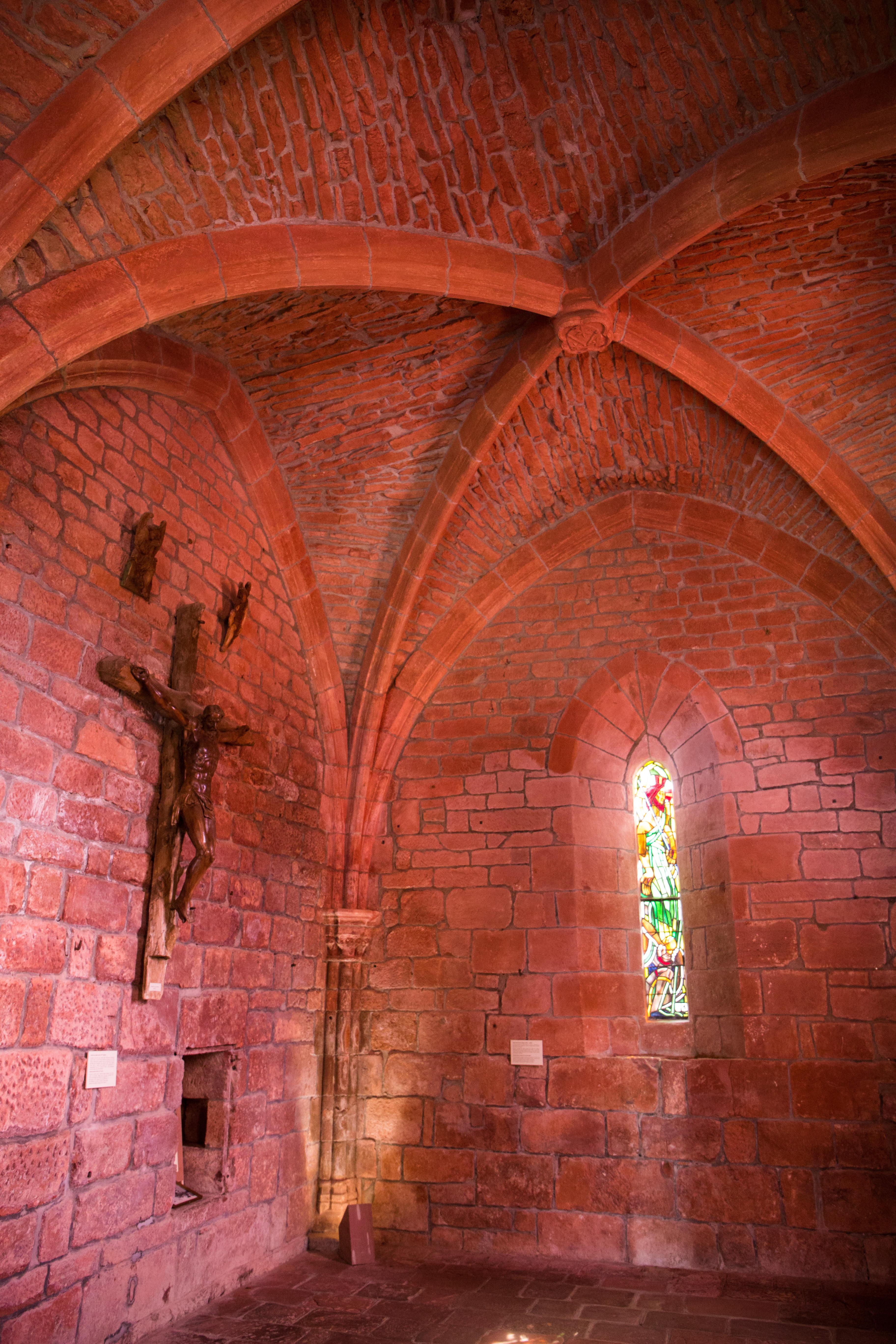
Capella dels Penitents

### Galeria

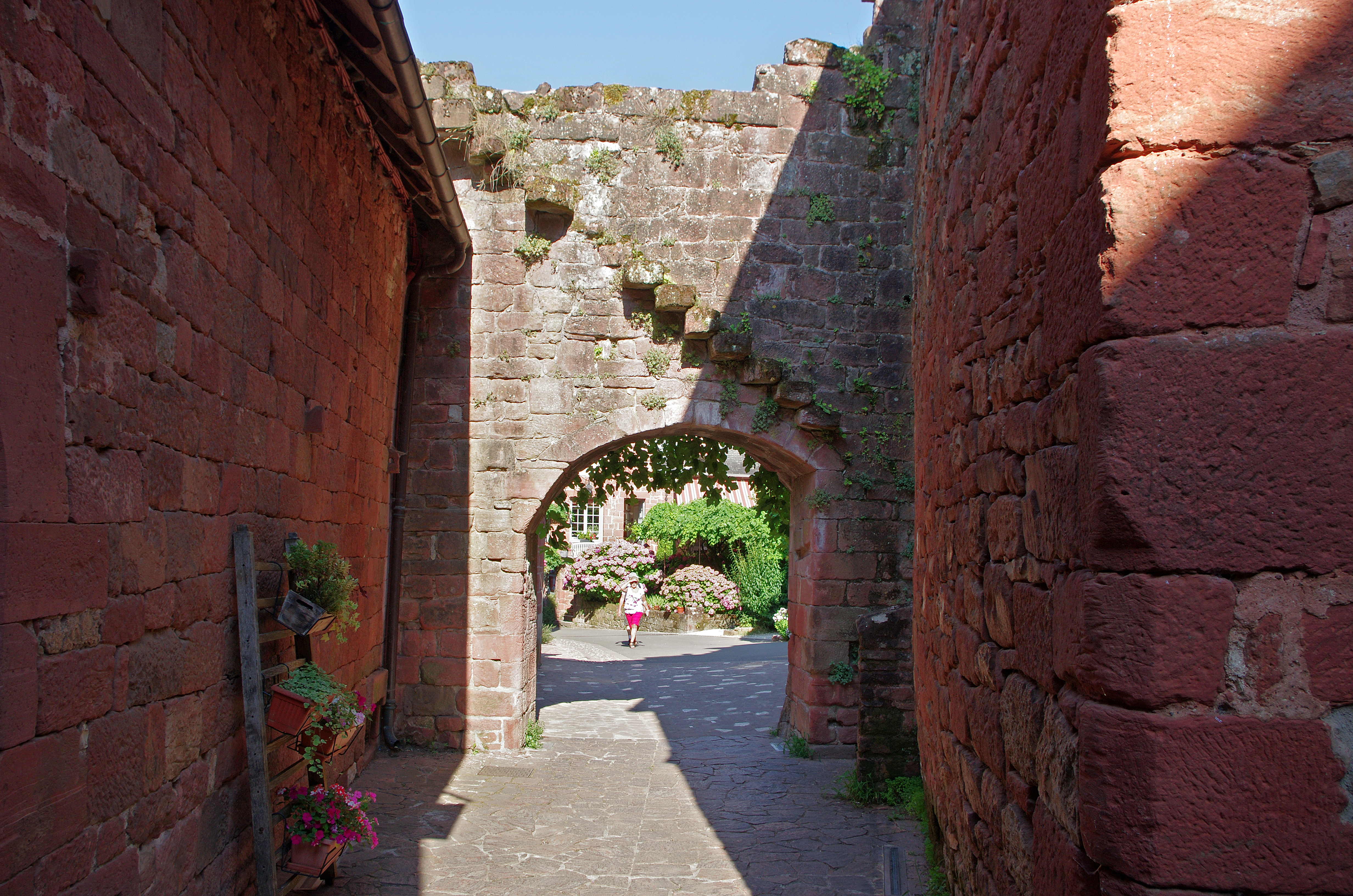
Porta plana amb la seva escala que portava al camí de ronda.
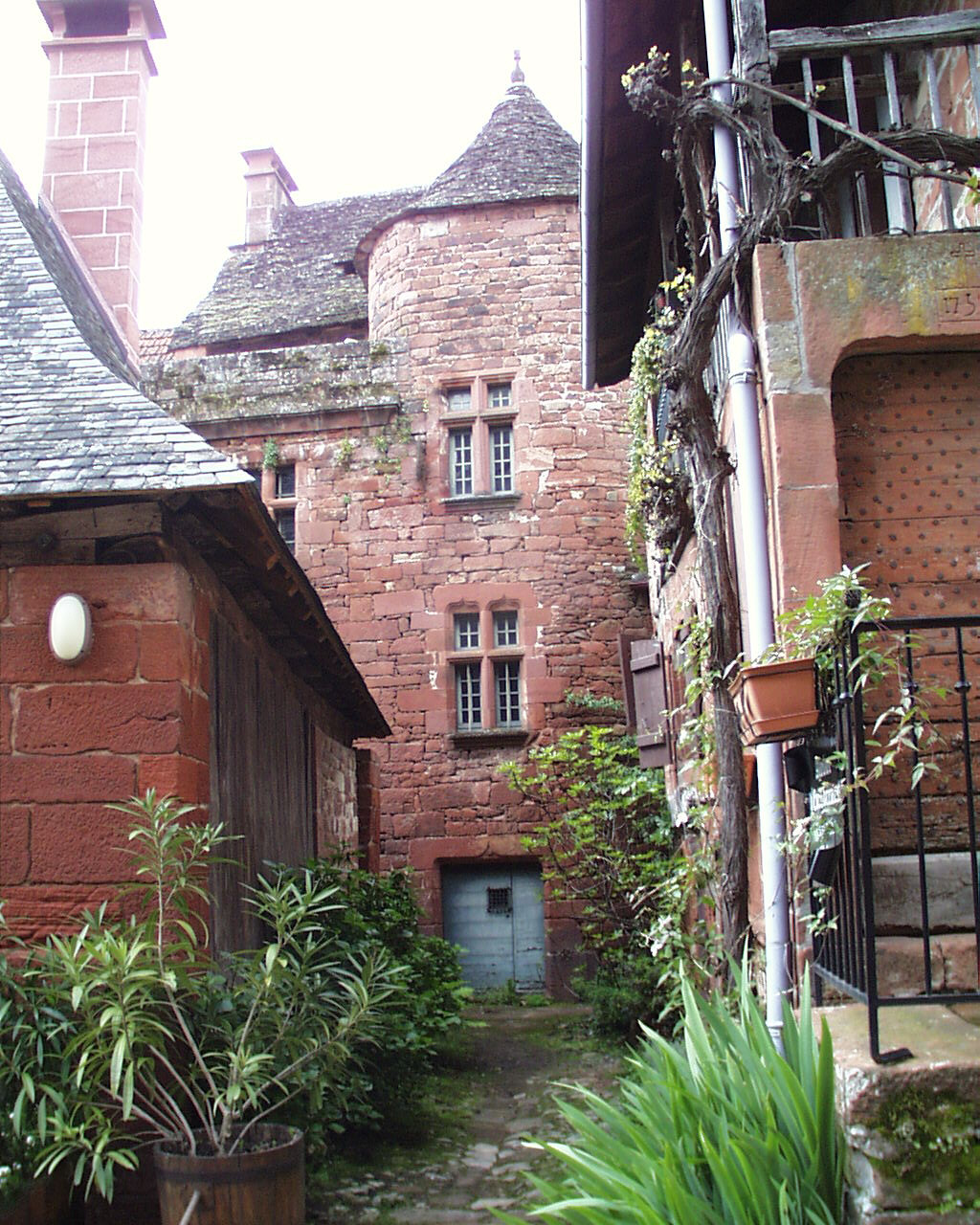
Un carrer a Colonjas
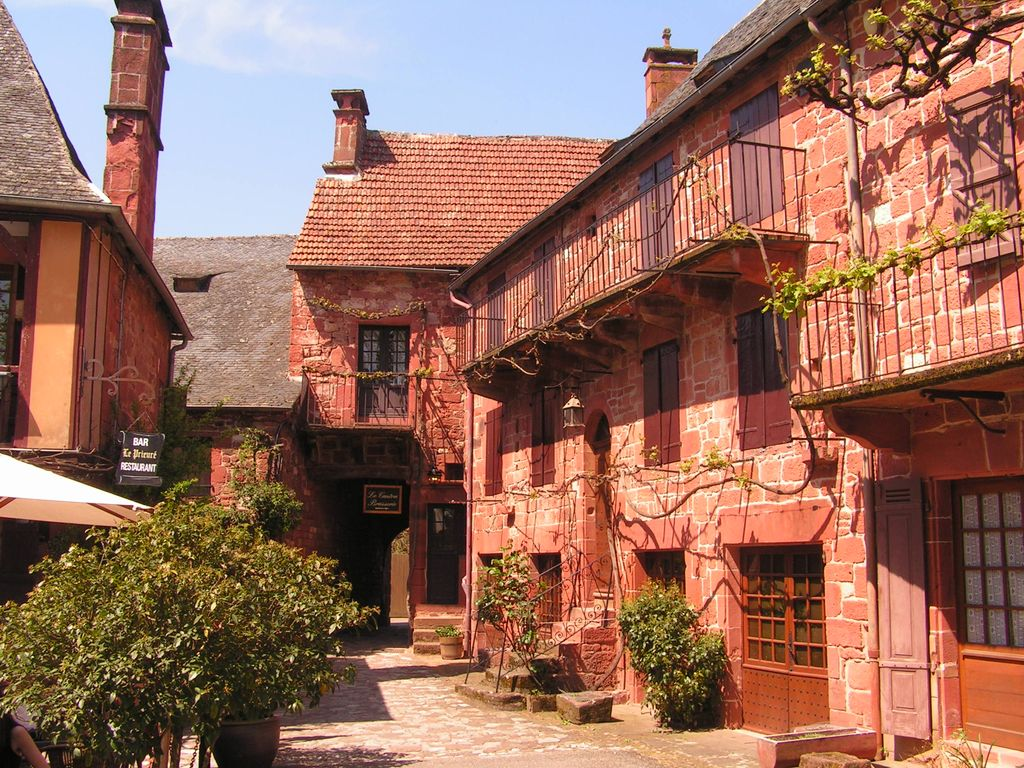
Un carrer a Colonjas
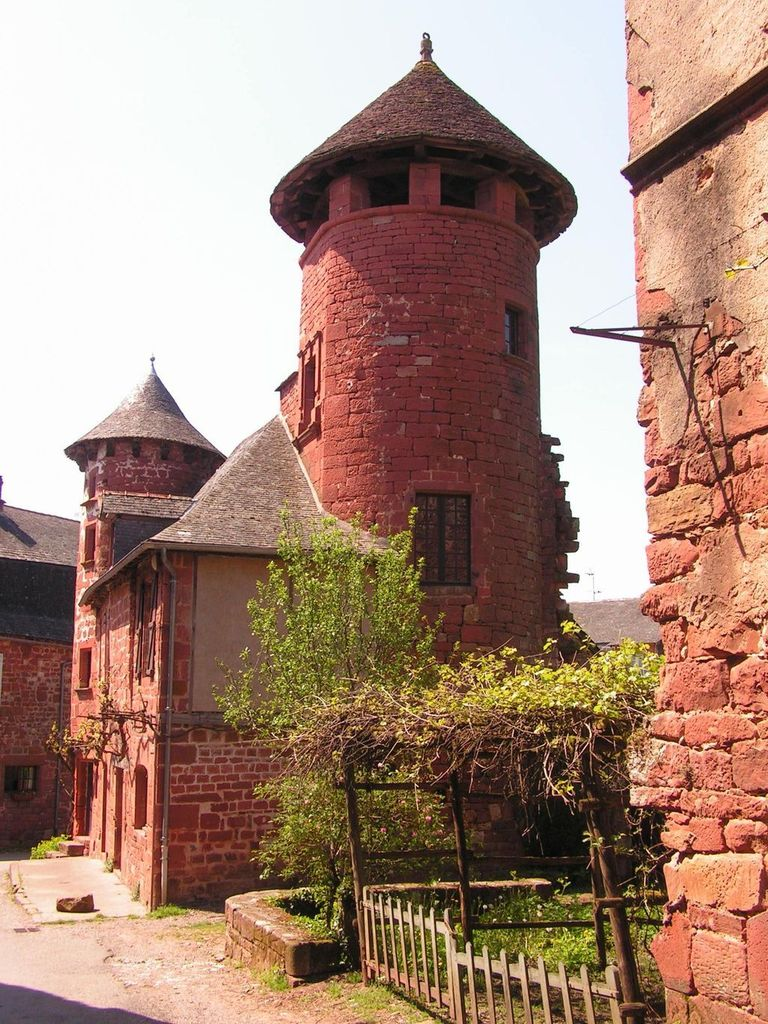
Torretes
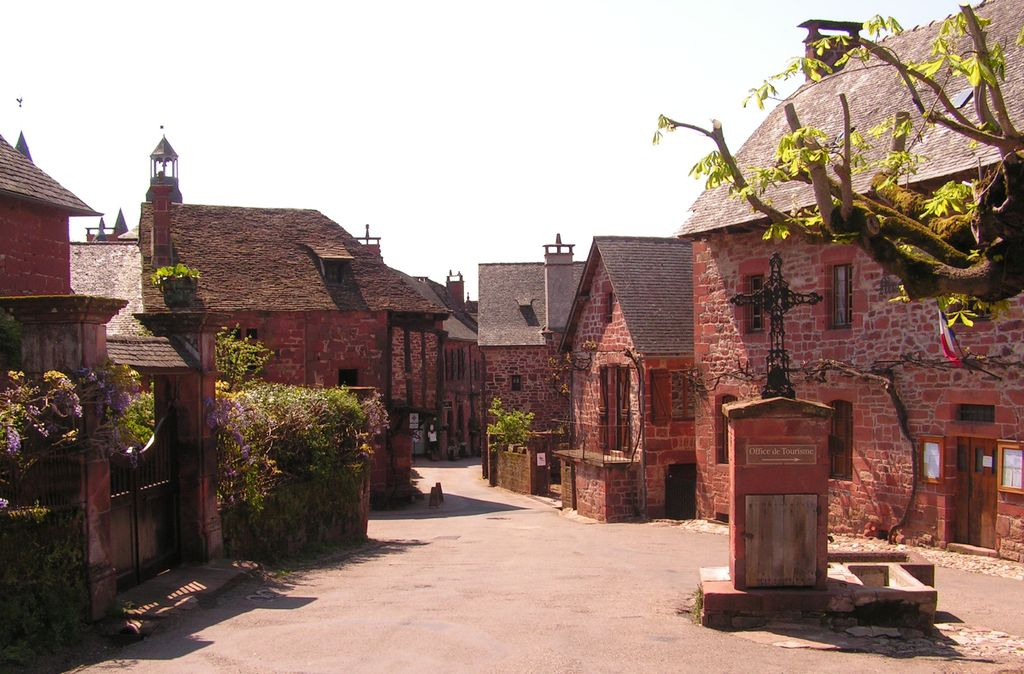
Plaça de Colonjas
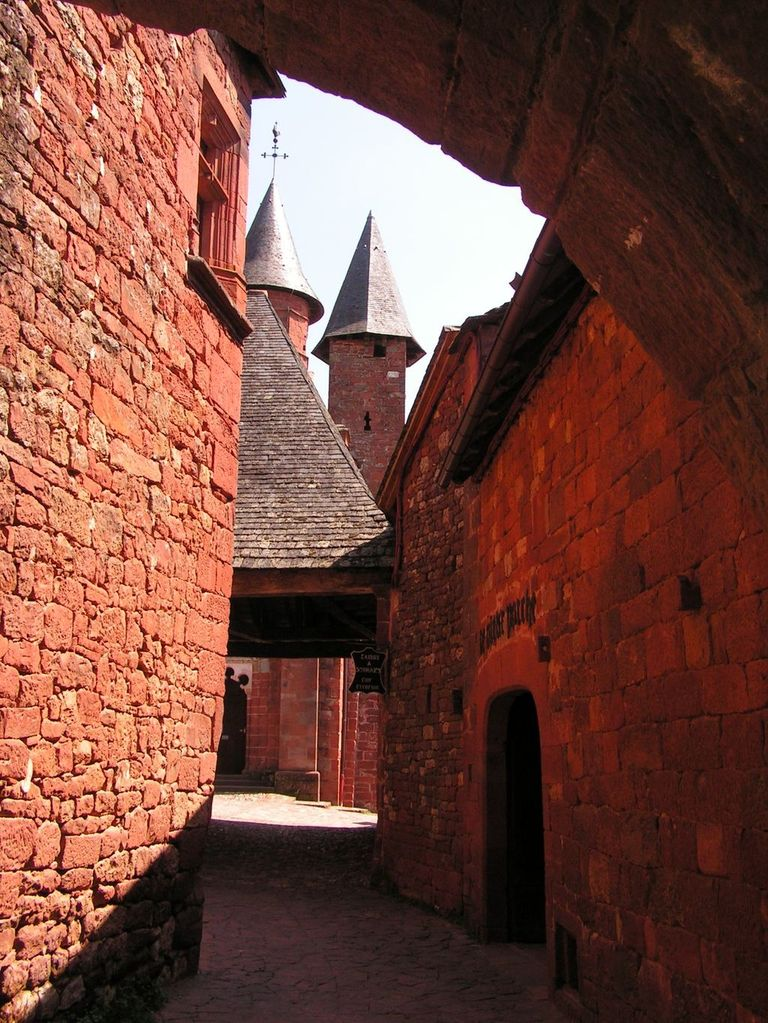
Vista de l'església sota un porxo
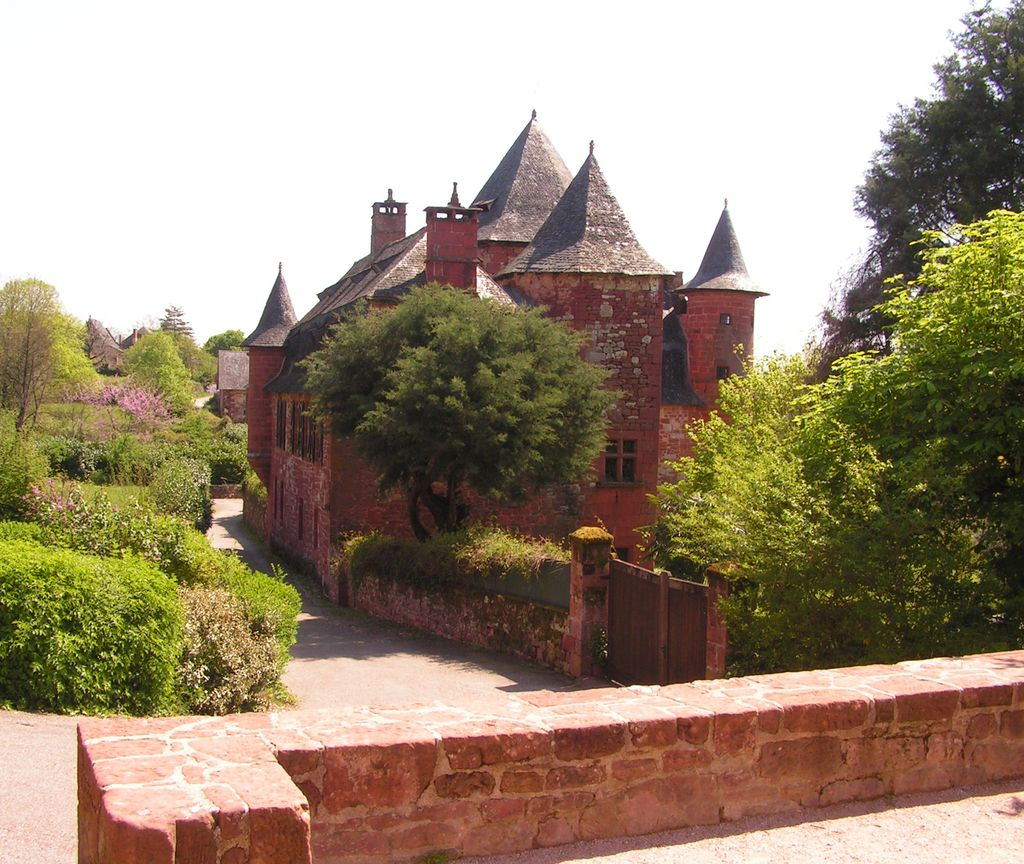
Castell de Vassinhac
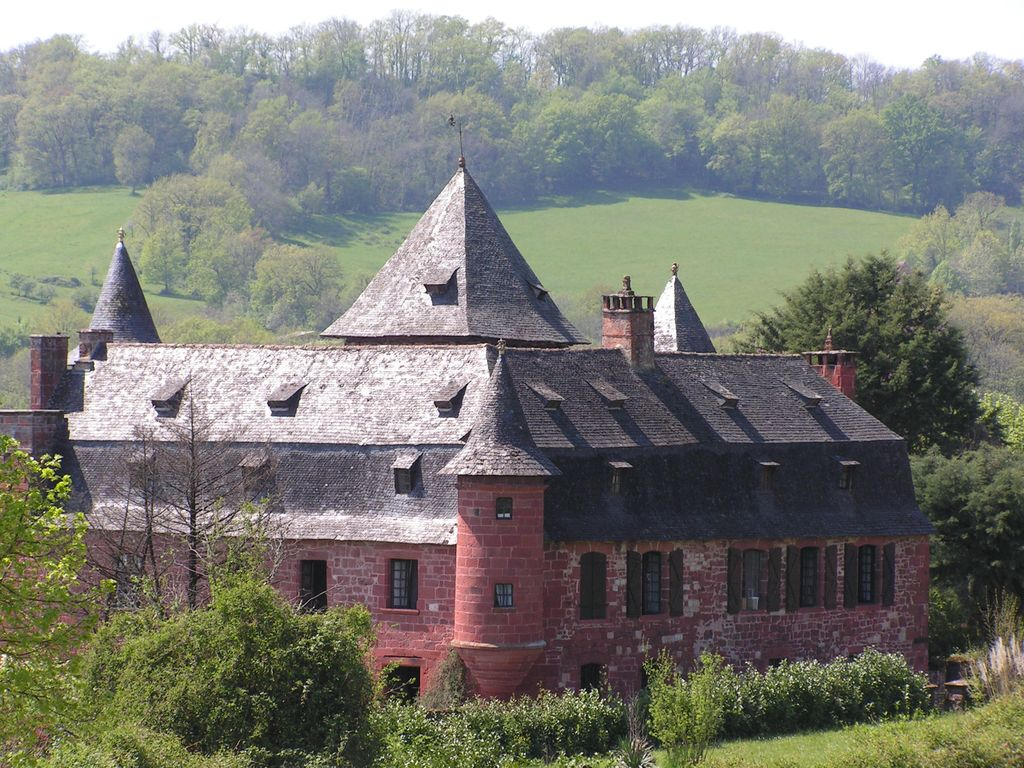
Castell de Vassinhac
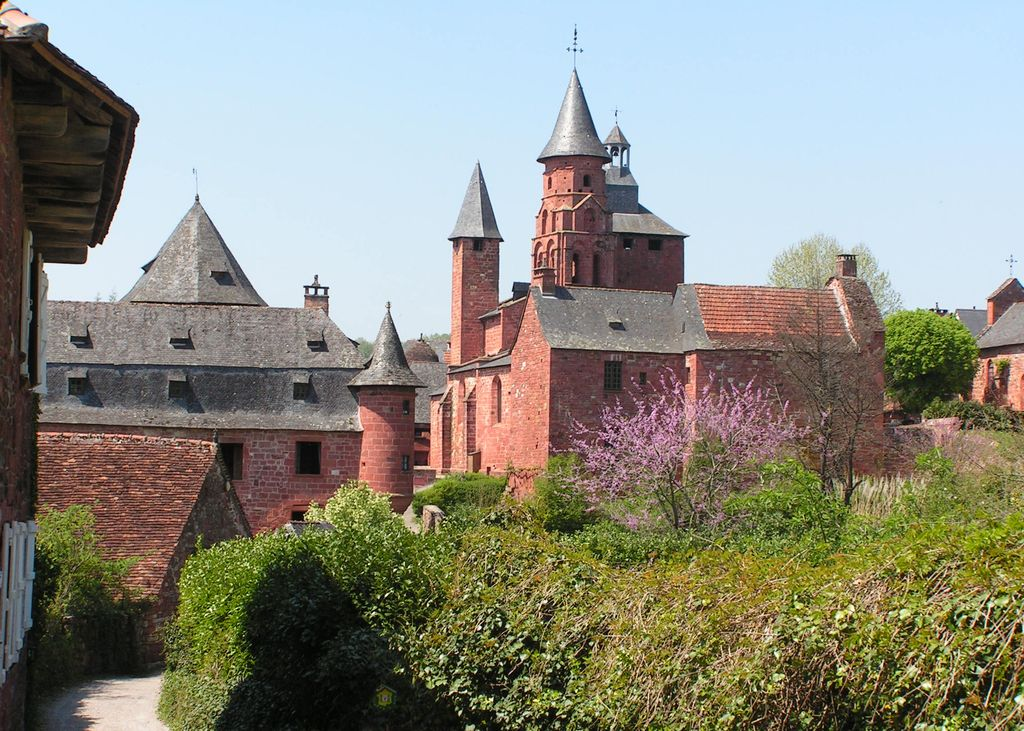
Castell de Vassinhac i església
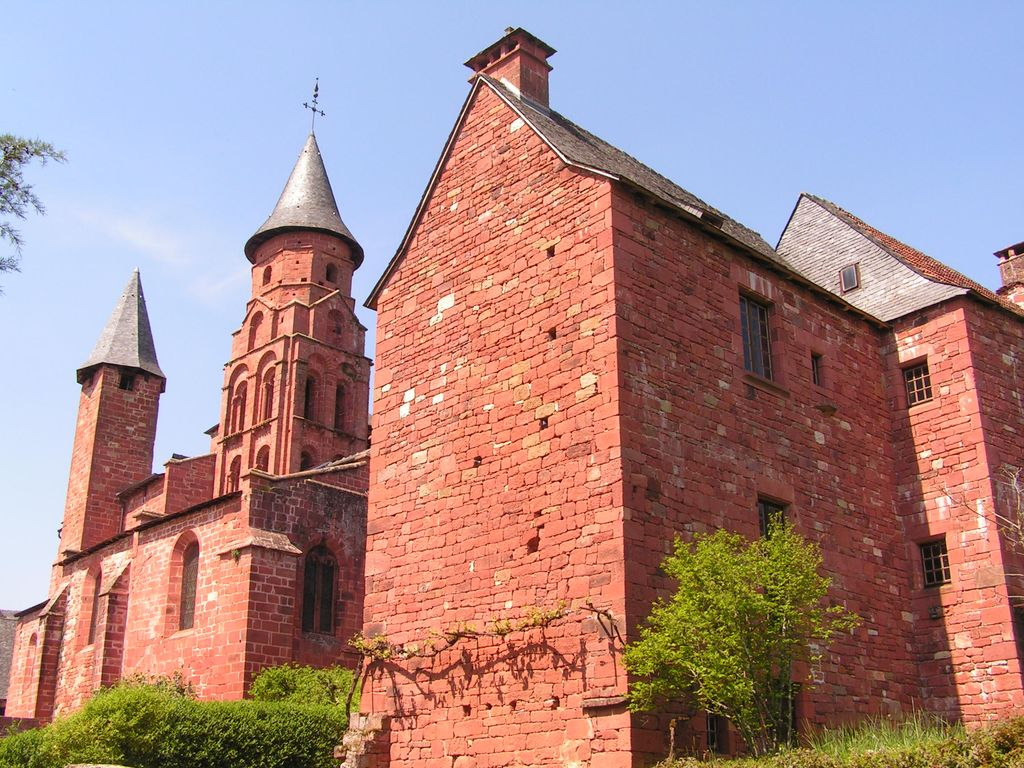
Vista posterior de l'església
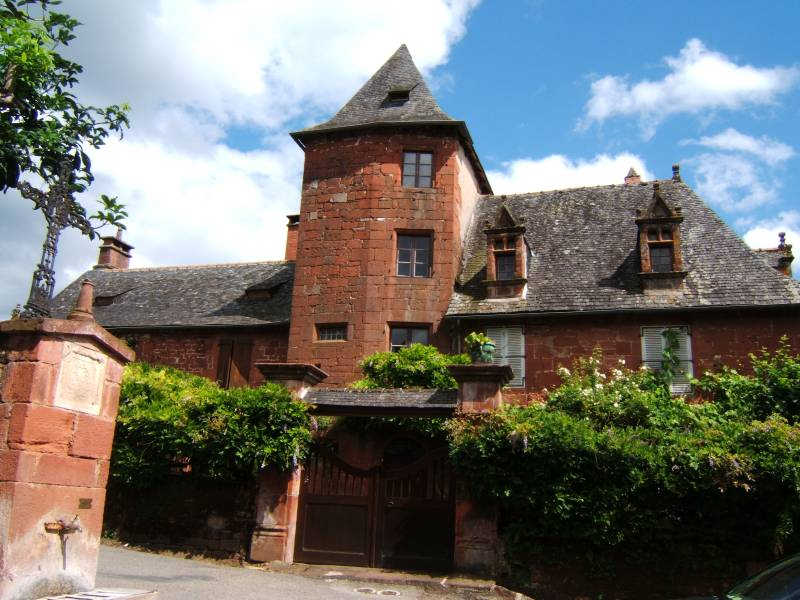
Casa Ramade des de l'hivernacle